# Het Ravijn Nijverdal
El Het Ravijn Nijverdal es un club acuático holandés con sede en la ciudad de Nijverdal.

## Historia
El club fue fundado el 7 de julio de 1961 en la ciudad de Nijverdal.

## Palmarés
- 1 vez campeón de la Copa KNZB de waterpolo masculino (1995)
- 8 veces campeón de la Copa KNZB de waterpolo femenino (1995-1997, 1999, 2006-2008, 2010)
- 4 veces campeón de la Liga de los Países Bajos de waterpolo femenino (2000, 2001, 2003, 2008)